# 前进镇 (邛崃市)
前进镇，是中华人民共和国四川省成都市邛崃市曾经下辖的一个镇。2019年12月，撤销前进镇，将原前进镇所属行政区域划归临邛街道管辖。

## 行政区划
前进镇撤销前下辖以下地区：
前进社区、凤凰社区、双江村、华山村、骑江村、马桥村和虎墩村。